# Volta a Llombardia 1936

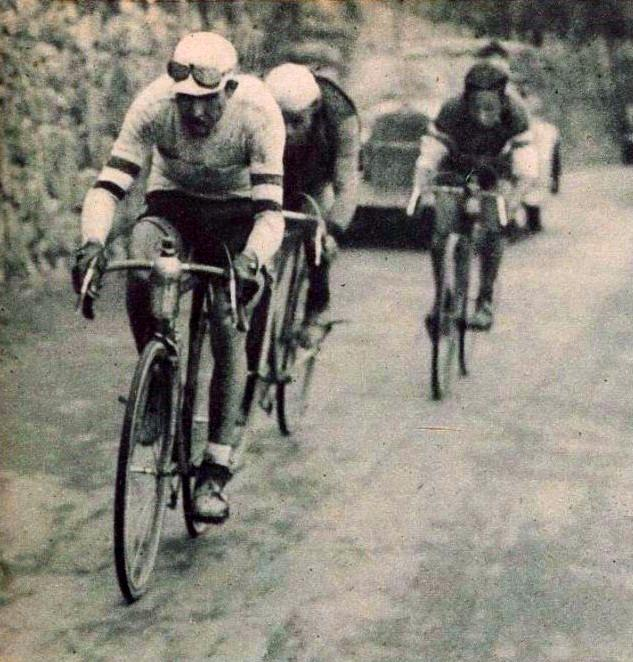
Fotografia de Gino Bartali, guanyador de l'edició, al novembre de 1936.

La Volta a Llombardia 1936 fou la 32a edició de la Volta a Llombardia. Aquesta cursa ciclista organitzada per La Gazzetta dello Sport es va disputar el 8 de novembre de 1936 amb sortida i arribada a Milà després d'un recorregut de 241 km.
La competició fou guanyada per l'italià Gino Bartali (Legnano) per davant dels seus compatriotes Diego Marabelli i Luigi Barral (Legnano).

## Desenvolupament
En l'inici de la prova escapen Introzzi, Marabelli, Guidi, Cazzulani, Weber i Barral. Quan tenen més de cinc minuts d'avantatge sobre el grup principal ataca Bartali sense que ningú el pugui seguir i a 20 km. de meta contacta amb els fugats. Bartali els ataca, aguant-li Marabelli i Barral que arriben juntament amb ell a meta però sense opcions de batre'l a l'esprint.

## Classificació general
|    | Ciclista          | Equip      | Temps      |
| -- | ----------------- | ---------- | ---------- |
| 1  | Gino Bartali      | Legnano    | 6h 46' 00" |
| 2  | Diego Marabelli   | Individual | m. t.      |
| 3  | Luigi Barral      | Legnano    | m. t.      |
| 4  | Aldo Bini         | Bianchi    | + 2' 25"   |
| 5  | Rinaldo Gerini    | Frejus     | m. t.      |
| 6  | Francesco Camusso | Legnano    | m. t.      |
| 7  | Settimio Simonini | Individual | m. t.      |
| 8  | Osvaldo Bailo     | Legnano    | + 4' 15"   |
| 9  | Severino Canavesi | Ganna      | m. t.      |
| 10 | Carlo Romanatti   | Bianchi    | m. t.      |